# Maria Fabijańska
Maria Fabijańska (ur. 2 lutego 1936 w Warszawie, zm. 20 września 2018) – polska zootechnik, prof. dr hab.

## Życiorys
Studiowała na Wydziale Zootechnicznym w Szkole Głównej Gospodarstwa Wiejskiego w Warszawie. W 1974 otrzymała doktorat dzięki pracy zatytułowanej Opas buhajków przy zastosowaniu kiszonek z runi łąkowej intensywnie nawożonej azotem, a w 1992 habilitację na podstawie rozprawy pt. Wpływ zróżnicowanego nawożenia azotowego na wartość odżywczą ziarna jęczmienia w żywieniu tuczników. 20 sierpnia 2002 uzyskała tytuł naukowy profesora nauk rolniczych.
Zmarła 20 września 2018.

## Odznaczenia
- Medal Komisji Edukacji Narodowej[1]
- Srebrny Krzyż Zasługi[1]